# Pádraig de Brún
Pádraig de Brún, o Patrick Browne (Gráinseach Mhoicléir nella contea di Tipperary, 13 ottobre 1889 – Dublino, 5 giugno 1960), è stato un matematico, scrittore e umanista irlandese, particolarmente ricordato per le sue opere in lingua irlandese (gaelico).

## La famiglia
Il padre di Patrick, Maurice, originario della contea di Port Láirge (Waterford), aveva avuto come prima lingua il gaelico, ma ormai viveva in zona prevalentemente anglofona dove faceva il maestro di scuola; la madre (Kate nata FitzGerald, casalinga e negoziante), donna istruita che conosceva diverse lingue estere, era di lingua inglese pur discendendo da parlanti gaelici. La lingua d'uso in famiglia era l'inglese, ma ben presto, col ritorno d'interesse alla vecchia lingua sul finire dell'Ottocento, i figlioli furono addestrati all'uso del gaelico.
La figliolanza comprendeva, oltre a Patrick e ad un fratello che morì giovane (John), tre persone che divennero poi note per vari motivi:
- il maggiore, David (in religione Michael, 1887-1971), domenicano, fu rettore dell'Angelicum a Roma, poi ebbe un'alta carica vaticana (Magister Sacri Palatii), divenne Generale dei Domenicani e da ultimo Cardinale;
- un fratello minore, Maurice jr. ("Moss", 1892-1979), pure sacerdote, scrisse libri apprezzati[2];
- infine la sorella Margaret, insegnante, fu attivissima nei movimenti nazionali contro il dominio inglese e sposò Sean Mac Entee, uno degli insorti del 1916, che dopo l'indipendenza e l'avvento al potere di De Valera sarebbe diventato uno dei più influenti ministri (e da loro sarebbe nata un'importante scrittrice[3]).

In mezzo a un gruppo così dotato, Patrick emergeva come il genio di famiglia, lasciando sbalorditi gli insegnanti durante la carriera scolastica.

## La vita
Dopo la laurea superiore (M. A.) con lode in scienze matematiche all'Università Nazionale (1910), frequentò la Sorbona a Parigi ottenendo il Doctorat-ès-Sciences con una tesi su un problema matematico che era stato posto nell'Ottocento dal norvegese Niels Henrik Abel. Inoltre studiò teologia al collegio irlandese di Parigi e nel 1913 fu ordinato sacerdote. Recatosi in Germania all'Università di Gottinga, dovette rimpatriare nel 1914 per lo scoppio della guerra e subito - nonostante la giovane età - fu nominato professore di matematica al Collegio Universitario religioso di San Patrizio a Maigh Nuad (Maynooth), dove rimase fino al 1945. Nel 1945 divenne Presidente del Collegio Universitario di Gaillimh (Galway), poi Vice-Cancelliere dell'Università Nazionale d'Irlanda che è la federazione tra i Collegi Universitari delle varie città. Fu Presidente delle massime istituzioni culturali irlandesi (l'Istituto di Alti Studi, fondato allora per la fisica matematica e per gli studi celtici, e il Consiglio delle Arti); ricevette riconoscimenti anche all'estero, in particolare la Legion d'Onore dalla Francia e una onorificenza dall'Italia.
Intanto svolgeva con fede le sue funzioni sacerdotali; fu fatto monsignore nel 1950.
In politica era stato un oppositore del dominio inglese. Assistette nelle ultime notti, come sacerdote e come amico, uno dei fucilati per l'insurrezione anti-inglese del 1916, Seán Mac Dermott, e - angosciato per quegli eventi - scrisse poesie in memoria di Mac Dermott e di altri caduti, oltre a presentare la raccolta degli scritti letterari del loro capo Patrick Pearse.
Dopo la fondazione dello Stato Libero del 1922 simpatizzò coi repubblicani intransigenti facenti capo a De Valera, che per qualche tempo si opposero duramente a chi aveva accettato il Trattato Anglo-Irlandese ritenuto troppo rinunciatario. Anche nel corso di questa tragica lotta fra irlandesi ebbe il dolore di perdere vari amici fucilati, per i quali scrisse una commossa poesia-preghiera in inglese. Passò pure qualche giorno in prigione nel febbraio 1923 per il possesso di scritti ritenuti illegali.

## La posizione letteraria
Pádraig de Brún aveva una notevole padronanza delle lingue e letterature classiche e moderne: oltre al greco antico e al latino coltivava specialmente il francese e il tedesco da lui praticati a Parigi e a Gottinga, ma anche l'italiano, quest'ultimo appreso per i suoi studi letterari e per qualche visita al fratello domenicano a Roma. Soprattutto parlava e scriveva il gaelico con estrema naturalezza. Frequentò varie zone gaeliche, ma la sua preferenza era per quella di Corca Dhuibhne (Corkaguiney), dove, a Dún Chaoin (Dunquin), stabilì nel 1924 il proprio alloggio di vacanza e lo mantenne fino alla morte per passarvi tutto il tempo disponibile.
In letteratura svolse un'opera così vasta da sembrare incredibile per un singolo studioso, oltretutto già occupatissimo nelle funzioni matematico-universitarie e nei doveri sacerdotali.
In quel tempo, nel movimento per la lingua gaelica, si affrontavano diverse tendenze letterarie, fra chi riteneva patriottico attenersi unicamente a tradizioni locali irlandesi e chi invece voleva aprire la cultura gaelica verso orizzonti più vasti. Pádraig de Brún era di questa seconda opinione, e nel 1930 cercò di sostenerla con vari articoli sulla rivista gaelica Humanitas da lui fondata, in cui chiamava a raccolta quanti desideravano sviluppare il movimento gaelico mediante ampi contatti con la cultura umanistica ed europea in generale, anche allo scopo di consentire agli irlandesi di accedere a tale cultura attraverso la lingua gaelica anziché dover passare necessariamente attraverso la mediazione dell'inglese. Ma fu vivacemente contrastato dai sostenitori delle tesi strettamente localistiche, quasi che l'apertura culturale fosse un tradimento dell'irlandesità; e nel ristretto ambiente di allora ciò bastò ad affossare la rivista quasi subito nel 1931. Così de Brún restò isolato nella sua opera di arricchimento della cultura gaelica, che comunque portò avanti per conto suo con un immenso lavoro di traduzioni dalle fonti più disparate.
Solo qualche altro scrittore gaelico della sua generazione si volse a modelli esterni, per esempio un altro isolato come il poeta Liam Gogan. Nelle generazioni successive gli scrittori gaelici si apriranno largamente alle culture di ogni parte del mondo, ma ciò avverrà in un contesto ormai molto cambiato.

## Le traduzioni in gaelico
Già nei pochi numeri di vita della rivista Humanitas, De Brún aveva pubblicato la sua riuscita traduzione gaelica di due ballate medievali francesi (da François Villon) e qualche saggio delle sue traduzioni da Omero. Ma la lista delle traduzioni di de Brún in gaelico è ben più ampia.
Dal greco antico tradusse le tragedie Antigone (1926), Edipo re (1928) ed Edipo a Colono (1929) di Sofocle; dai francesi del Gran Secolo tradusse Atalia (1930) di Racine e Poliuto (1932) di Corneille; nel 1935 il Sscrificio di Ifigenia.
Nella situazione sopra descritta queste traduzioni non ricevettero l'attenzione che meritavano; ma alcuni collegi tenuti da suore di larghe vedute (in Irlanda l'istruzione postelementare era quasi tutta curata da religiosi) fecero recitare tre di queste tragedie dalle allieve, che si appassionarono soprattutto per la rivendicazione delle eroine femminili come Antigone.
Ancora dal greco antico, de Brún tradusse le Vite di Plutarco (1936), che leggeva e commentava coi suoi vicini in zona gaelica suscitando interesse soprattutto per i personaggi più avventurosi.
Tradusse anche alcuni canti dell'Edda (raccolta medievale islandese), varie liriche di Shakespeare, il libro The History of Greece dello storico irlandese J.B. Bury, ed altro ancora. La sua versione gaelica (Valparaiso) di una poesia in inglese d'autore irlandese (The Ship) ebbe un tale successo da passare nelle antologie come una poesia originale.
Ma le opere più monumentali di de Brún, portate avanti con infinita tenacia e maestria, furono (senza contare le traduzioni parziali dell'Iliade) la traduzione integrale dell'Odissea in versi, edita postuma nel 1990, e la traduzione integrale della Divina Commedia in terzine.

### La Divina Commedia in gaelico
Anche questa traduzione fu edita soltanto dopo la sua morte, dapprima col solo Inferno nel 1963, poi integralmente nel 1997, con l'appoggio dell'Istituto Italiano di Cultura, insieme a un saggio dello stesso de Brún: Cén fáth go maireann Dainté fós? ("Perché Dante vive ancora?").
Per gli italiani, scorrere questa traduzione della Divina Commedia provoca sensazioni particolari. I nomi dei personaggi danteschi, a loro tanto familiari, si presentano qui in forme nuove, perché adattati foneticamente al gaelico (lo stesso nome di Dante Alighieri diventa Dainté Ailígiéirí). La traduzione mantiene l'armonia dei versi originali danteschi. Come esempi si riportano qui il primo e l'ultimo verso del poema, inframmezzati da due versi che menzionano l'Italia:
- I lár an bhealaigh tríd an saol seo againne ("Nel mezzo del cammin di nostra vita"),
- Thuaidh in Iodáil na háille tá loch sínte ("Suso in Italia bella giace un laco"),
- Na dúthaí áille a mbíonn an Sì dá chlos ann ("Il bel paese là dove il Sì suona"),
- An grá a chorraíos an ghrian is an uile réiltín ("Amor che move il sole e l'altre stelle").

## Altre opere
Pádraig de Brún fu anche poeta in proprio, dapprima alternando l'inglese (p.es. nei già ricordati omaggi a caduti irlandesi) ed il gaelico (p.es. in un'elegia per il giovane fratello defunto e in una poesia che ricorda uno degli amici delle serate a Dún Chaoin). Dopo la morte gli fu trovato sulla scrivania un poema gaelico in cinquantotto brani, ispirato alla nota serie di incisioni religiose del francese Georges Rouault: Miserere, poi edito nel 1971.
Per completare il quadro della sua poliedrica attività letteraria si possono ricordare: i libri gaelici in prosa, come Beatha Íosa Críost ("Vita di Gesù Cristo"), in collaborazione con un collega di sacerdozio, o un libriccino per ragazzi su San Patrizio; e le traduzioni in altre lingue, come la traduzione dall'inglese in francese della ballata ottocentesca Slievenamon dell'irlandese Charles J. Kickham.